# Greetje Bijma
Greetje Bijma (Stiens, 22 april 1956) is een Nederlandse zangeres en stemkunstenares. Haar stijl is jazz en geïmproviseerde muziek.
Voordat ze bekend werd was ze enkele jaren kleuterjuf en trad ze op in besloten kring. In 1979 doet ze mee aan een jazzfestival in Laren. In 1980 komt ze in contact met de Canadese saxofonist/componist Alan Laurillard en wordt ze als zangeres gevraagd deel te nemen aan zijn Improvised Music Ensemble. De samenwerking bevalt goed en ze wordt uitgenodigd voor zijn band "Noodband". Ze maken een tournee in binnen- en buitenland en nemen een album genaamd Shiver op, dat in 1982 wordt uitgebracht. De samenwerking eindigt een jaar later. In 1985 wordt het Greetje Bijma Kwintet opgericht en brengen een jaar later het album Amycamus uit. Na de opname van het album Amycmus gaat de groep op tour binnen Europa.
In 1988 gaat ze op tournee met het vocale kwintet Direct Sound. Haar internationale doorbraak beleeft ze na een succesvol optreden bij het internationale jazzfestival in Berlijn 1989. Hierna ontvangt ze een groot aantal uitnodigingen voor verschillende Europese podia. Vanwege het moederschap besluit ze zich te concentreren op soloconcerten in galeries, theaters en kleine concertzalen.
In 1990 won zij de Boy Edgar Prijs, de belangrijkste onderscheiding die in de jazz en geïmproviseerde muziek wordt toegekend. Het was voor het eerst dat deze onderscheiding aan een vrouw werd uitgereikt. Een jaar later wordt ze opnieuw onderscheiden, ditmaal met de Duke Of Duketown Award.
In mei 2004 trad ze op in het Lincoln Center in New York. Een recensent van de New York Times beschreef haar als "een adembenemende theaterpersoonlijkheid" en prees haar vocale kwaliteiten. In maart 2008 vierde Greetje Bijma haar 25-jarig jubileum als podiumkunstenares onder het motto "Greetje Bijma 25 Years on Stage" in het Amsterdamse Bimhuis.

## Discografie
- 1982 Shiver
- 1986 Amycamus
- 1988 Dark Moves
- 1989 Five Voices
- 1991 Heibel
- 1991 Tales of a Voice (re-released 1998)
- 1992 Nadir & Zenit
- 1993 Barefoot (re-released 1999)
- 1996 Earborn
- 1996 Push It
- 1996 Freezing Screens
- 2003 Sit down Listen...
- 2005 Winterlûd